# LZ 127 Graf Zeppelin

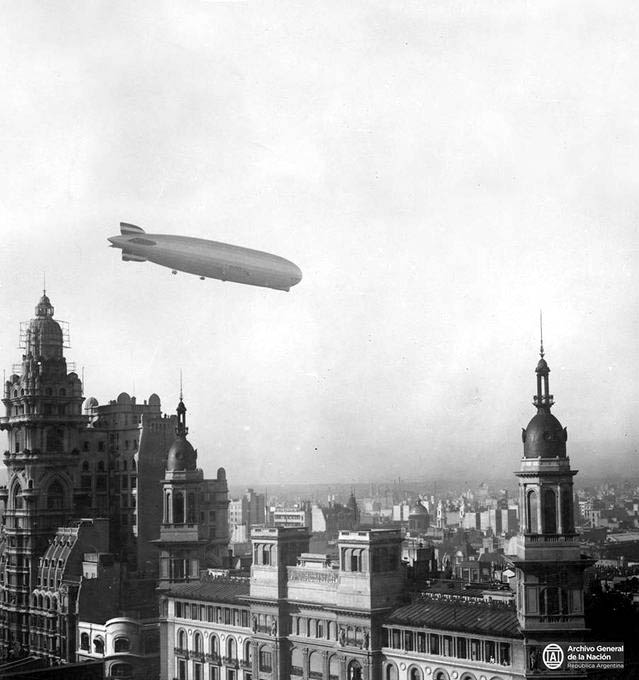
El Graf Zeppelin sobrevolando Buenos Aires en 1934.

El Graf Zeppelin (LZ 127) fue un gran dirigible alemán, o más específicamente, una aeronave rígida de comienzos del siglo XX. Fue la primera nave dirigible en llevar el nombre Graf Zeppelin («Conde Zepelín»), ya que la segunda sería el Graf Zeppelin LZ 130. El dirigible realizó 600 viajes sobrevolando 150 veces el Atlántico y se estableció una línea regular en 1936 de carga y correo postal con Sudamérica.
En 1940, fue desguazado para piezas de avión de combate.

## Historia
Fue nombrado en homenaje al pionero alemán de la aeronavegación Ferdinand von Zeppelin, quien alcanzó el rango de «Graf» o «Conde» en la nobleza alemana (según el uso alemán la partícula «von» del nombre se omite cuando se emplea un título como «Graf»). Voló por primera vez el 18 de septiembre de 1928 y fue la mayor aeronave de su tiempo, con una longitud total de 236,6 m y un volumen de 105 000 m³. Se propulsaba con 5 motores Maybach de 550 CV y podía transportar una carga de 60 toneladas.
El 29 de agosto de 1929, comandado por Hugo Eckener, completó su primer vuelo alrededor del mundo al aterrizar en Lakehurst, Nueva Jersey, Estados Unidos. Su viaje duró 21 días, durante los cuales recorrió 34.600 km. Salió de Lakehurst, atravesando el Atlántico, hizo su primera escala en la ciudad alemana de Friedrichshafen, tras cruzar Europa, sobrevoló los Urales y atravesó Siberia hasta alcanzar Tokio donde hizo escala. Posteriormente cruzó el Pacífico rumbo a Estados Unidos, el 26 de agosto, tras 79 horas y 22 minutos de navegación, aterrizó en Los Ángeles, California. Finalmente el 29 de agosto retornó a Lakehurst, su punto de partida.
El LZ 127 batió el récord de vuelo sin tocar tierra, estableciéndolo en 128 horas.

### El vuelo polar

El Nautilus en Bergen

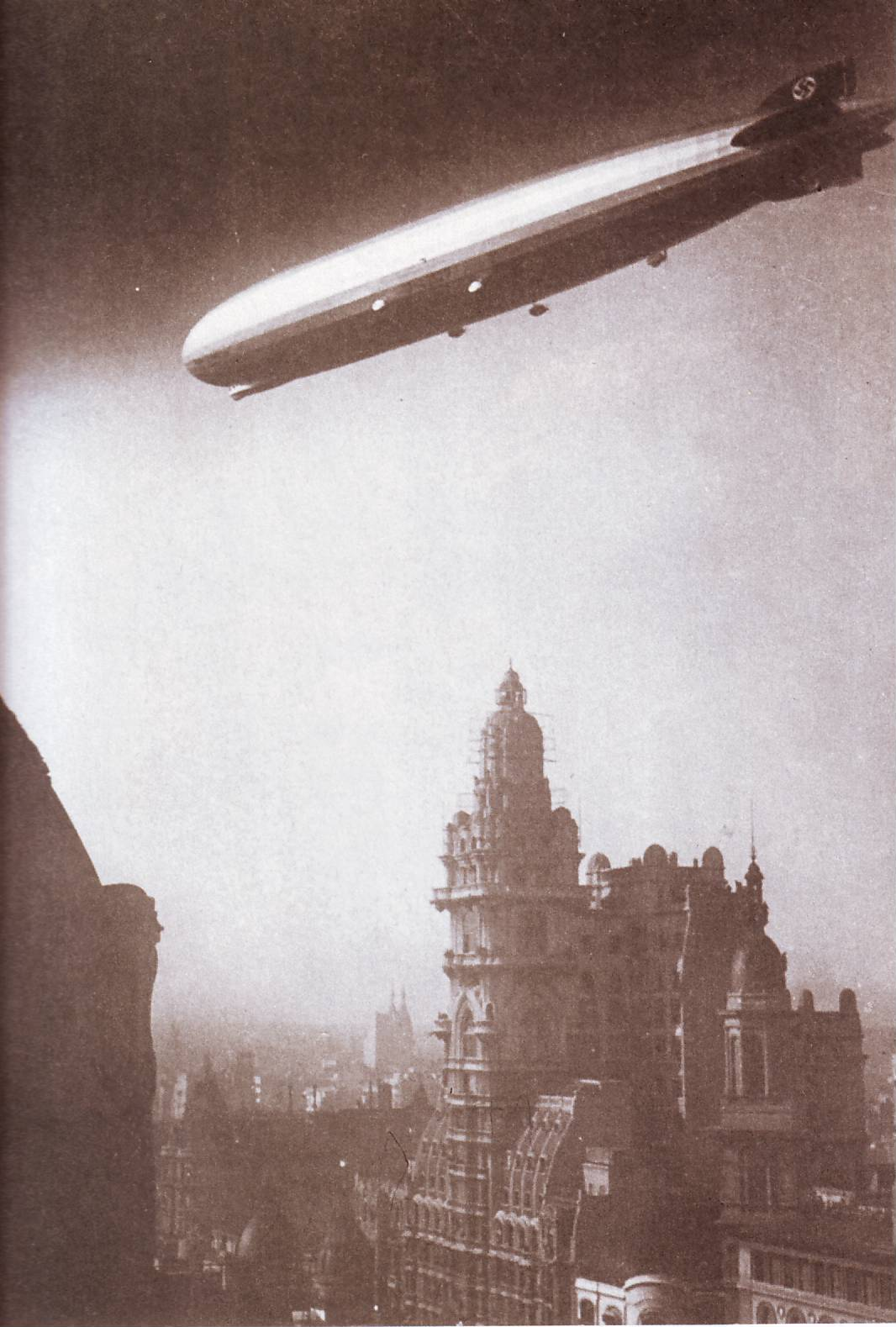
El Graf Zeppelin sobrevolando el Palacio Barolo y la avenida de Mayo de Buenos Aires, en 1934.

La nave consiguió realizar otra misión espectacular en julio de 1931, con un viaje de investigación al Ártico, un viaje que ya había sido un sueño del Conde Zeppelin veinte años antes y que no pudo cumplir debido al inicio de la Primera Guerra Mundial. 
En julio de 1930, Hugo Eckener ya había pilotado el Graf en un vuelo de tres días de Noruega al archipiélago de las Spitsbergen, con el fin de determinar cómo se comportaba el dirigible en esta región. Poco después, Eckener realizó un vuelo de tres días a Islandia, completando ambos viajes sin problemas técnicos.
La idea inicial era muy propagandística y espectacular, y consistía en encontrarse con el submarino Nautilus (ex USS O-12) en el Polo Norte, con el que intercambiarían correo. El Nautilus, submarino del explorador australiano George Hubert Wilkins, estaba intentando realizar la travesía del Polo bajo el hielo, aunque el plan fue abandonado cuando en el submarino se encontraron problemas técnicos recurrentes, que llevó a su eventual hundimiento en el fiordo de Bergen.
Eckener entonces planeó un encuentro con un barco en superficie. Tenía la intención de financiar el vuelo mediante el transporte de correspondencia en la nave. Después de publicitar este vuelo, alrededor de cincuenta mil cartas fueron recogidas en todo el mundo, con un peso total de unos 300 kg. El encuentro con el rompehielos ruso Malygin, en el que iba como invitado el piloto italiano y explorador polar Umberto Nobile, exigió otros 120 kg de correo. Los principales gastos de la expedición se cubrieron únicamente con la venta de sellos postales. El resto de la financiación provino de Aeroarctic y la editorial Ullstein-Verlag a cambio de los derechos exclusivos de presentación de los informes. Para ello fue enviado a bordo como único periodista Arthur Koestler, a la sazón redactor científico de una publicación de dicha editorial. Koestler dejó un relato de la expedición en los últimos capítulos de su autobiografía Flecha en el azul.
El vuelo polar de 1931 duró cuatro días y medio, desde las 8 horas del 26 de julio hasta las 18 horas del 30. El Graf viajó unos 10 600 km, siendo el tramo más largo sin reabastecimiento de 8600 km. La velocidad media fue de 88 km/h.
La ruta de este viaje polar fue la siguiente:
- Friedrichshafen — Berlín: 600 km en 8 horas (75 km/h);
- Berlín — Leningrado: 1400 km en 16 horas (87 km/h);
- Leningrado — península de Kanín: 1300 km en 12 horas (108 km/h);
- Kanín — Tierra de Francisco José: 1200 km en 18 horas (67 km/h);
- Tierra de Francisco José — Península de Taimyr — Nueva Zembla: 2400 km en 32 horas (75 km/h);
- Nueva Zembla — Leningrado: 2300 km en 25 horas (92 km/h);
- Leningrado — Berlín: 1400 km en 13 horas (108 km/h);
- Berlín — Friedrichshafen: 600 km en 8 horas (75 km/h).

Los objetivos del viaje fueron: 
- Realizar una prueba del Graf Zeppelin en las condiciones del Ártico.
- La investigación científica y geográfica de grandes zonas del Ártico, en especial:

- Medición de los cambios del campo magnético;
- Mediciones meteorológicas (incluidos lanzamientos de globos meteorológicos);
- Geo-registro fotográfico de grandes áreas con una cámara panorámica (exploración que tomaría años si fuera realizado desde un barco o tierra)

Todos los participantes se mostraron satisfechos tras el viaje: el dirigible había demostrado su utilidad en el Ártico.

## Especificaciones técnicas del dirigible
- Tripulación: 40.
- Capacidad: 20 pasajeros.
- Longitud: 236,53 m.
- Diámetro: 30,48 m.
- Volumen: 105 000 m³.
- Gas de elevación: hidrógeno
- Sustentación eficaz: 60 000 kg.

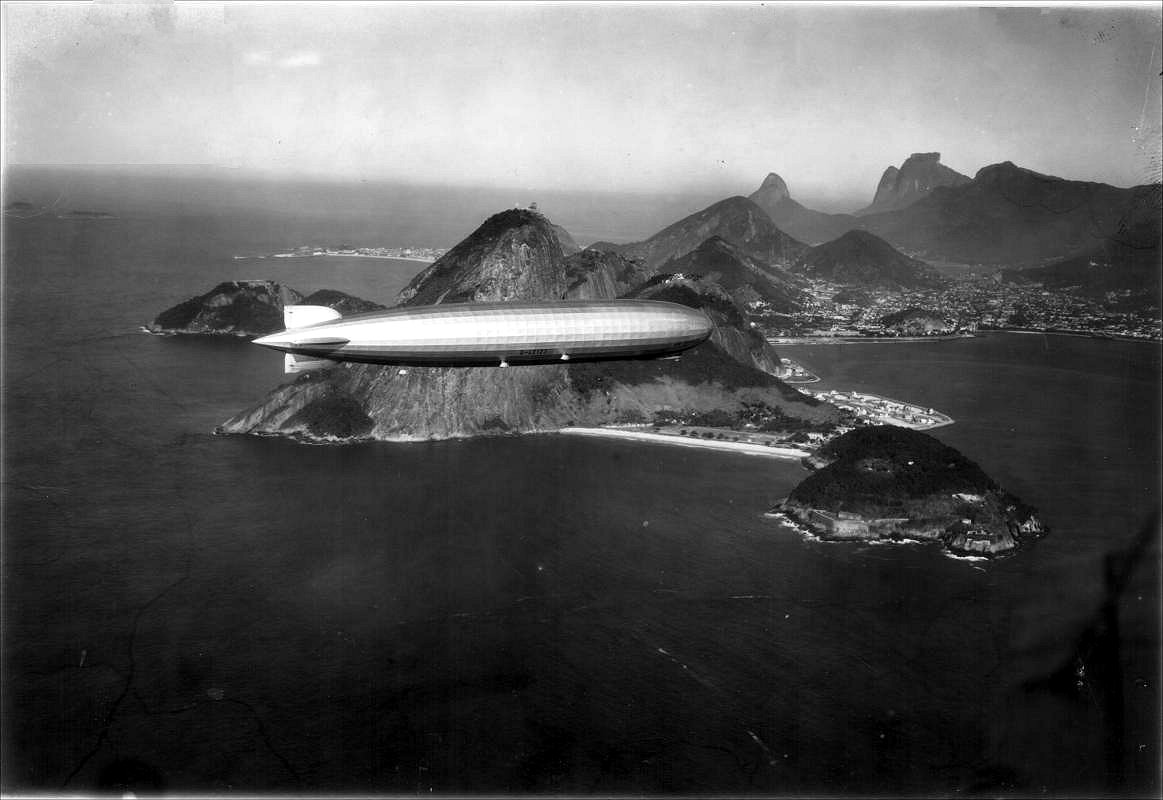
El LZ 127 Graf Zeppelin sobrevolando Río de Janeiro

- Motores: 5 Maybach VL-2 de 12 cilindros y 410 kW (550 CV) cada uno.
- Velocidad máxima: 129 km/h.